# Pnakotiska skrifterna
Pnakotiska skrifterna (engelska The Pnakotic Manuscripts) är fiktiva skrifter som förekommer i H.P. Lovecrafts verk.
Skrifterna figurerar i många av Lovecrafts berättelser, bland annat i "Vansinnets berg" (1936), "Sökandet efter det drömda Kadath" (1943), "De andra gudarna" (1933) och "Skuggan ur tiden" (1936). Även andra författare refererar till skrifterna som till exempel Lin Carter och Brian Lumley.
De pnakotiska skrifterna, som även kallas de pnakotiska fragmenten (Pnakotic Fragments), härstammar från tiden innan människan. Originalskrifterna var en skriftrulle som ärvdes genom historien och hamnade till slut i händerna på hemliga sekter. "Den mäktiga rasen av Yith" (The Great Race of Yith) sägs ha skrivit de första fem kapitlen som innehåller en detaljerad kronologi över deras historia. Även "Äldre tingestar" (Elder Things) påstås ha författat delar på grund av likheten skrifterna har med Eltdown-fragmenten (Eltdown Shards).
Skrifterna har förvarats i "den mäktiga rasen av Yith":s biblioteksstad Pnakotus, som även gett skrifterna sitt namn. De pnakotiska skrifterna innehåller information om flera ämnen, som till exempel beskrivning av Chaugnar Faugn och Yibb-Tstll, Xiurhns läge, Rhan-Tegoths ritualer och mycket annat.